# Ä
Ne doit pas être confondu avec la lettre cyrillique a tréma Ӓ ou la lettre grecque Α̈.
Ä (minuscule : ä), appelé A tréma, est un graphème utilisé dans divers alphabets. Il s'agit de la lettre A diacritée d'un tréma.

## Utilisation
En français, ‹ ä › est uniquement utilisé dans certains mots d’emprunt et n’est pas traditionnellement considéré comme faisant partie de l’alphabet.

### Langues germaniques

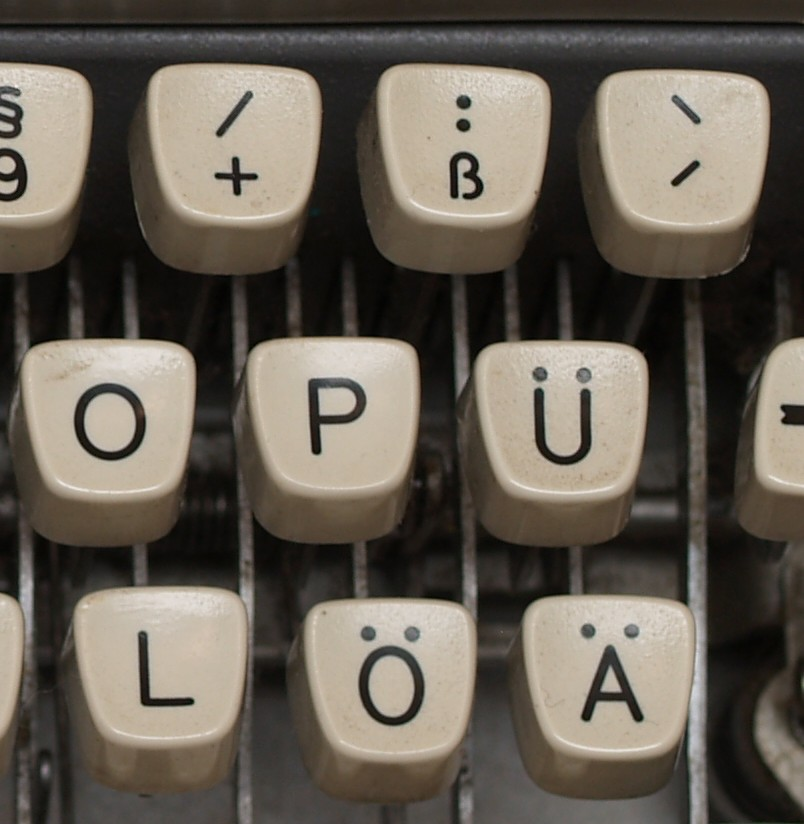
Détail du clavier d'une machine à écrire allemande ; sont visibles le Ä, le Ö et le Ü.

En allemand, le a umlaut représente la forme métaphonique du « a » et se prononce [ɛ]. À l'origine, la métaphonie était représentée en écrivant la lettre ‹ e › à la suite du ‹ a › ; ce ‹ e › devint suscrit au ‹ a ›, puis progressivement simplifié par deux barres et finalement deux points.
Dans l'ordre alphabétique allemand, ‹ Ä › n'est pas considérée comme une lettre à part entière : elle est classée avec le A.

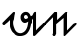
Ä en Sütterlin.
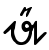
Ä (e suscrit) en Sütterlin
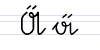
Ä (deux barres verticales) en Sütterlin
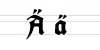
Ä en Fraktur.

La lettre Ä est également rencontrée en luxembourgeois et dans certaines variétés de frison.

#### Langues scandinaves
Dans l'alphabet suédois, la lettre « Ä » dérive historiquement du a umlaut allemand. Elle est prononcée [æ]. Elle est considérée comme une lettre à part entière et est placée à l'avant-dernière position de l'alphabet, après Z et Å, mais avant Ö.
Dans les autres langues scandinaves (danois, féroïen, islandais et norvégien), la lettre Æ est l'équivalent du Ä suédois.

### Langues finno-ougriennes

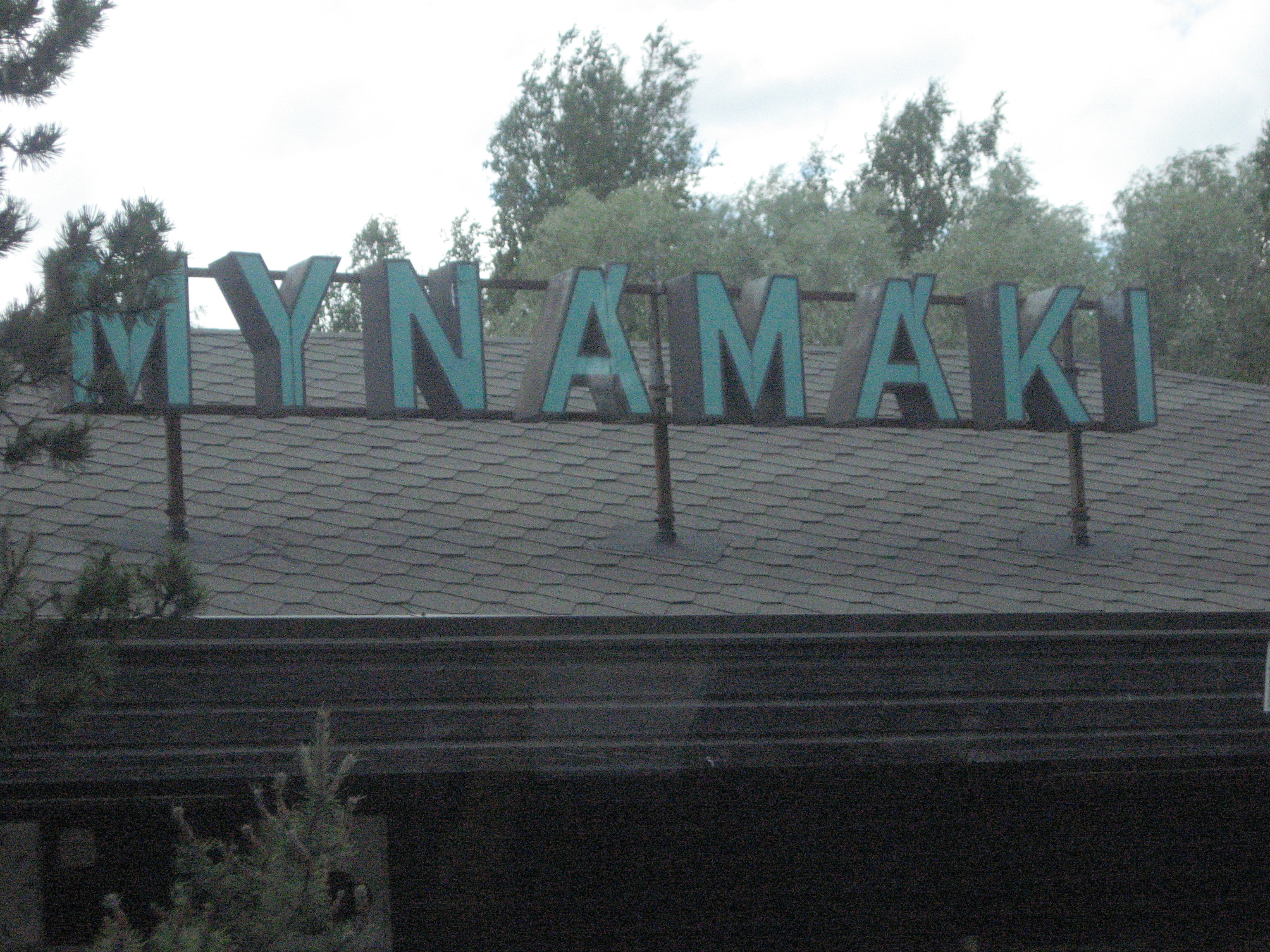
Station de bus de la ville finlandaise de Mynämäki, illustrant une variation typographique de la lettre Ä.

En estonien et finnois, la lettre Ä représente le son [æ].
Elle est considérée comme une lettre indépendante et est placée près de la fin de l'alphabet, entre Å et Ö en finnois et entre Õ et Ö en estonien.

### Autres langues
En turkmène, la lettre ‹ ä › représente le son /æː/. Elle est placée dans l’ordre alphabétique entre le E et le F.
En slovaque, ‹ ä › représente le son /æ/, mais se prononce de plus en plus souvent [ɛ] (soit de la même manière que ‹ e ›). Elle n’est pas considérée comme une lettre distincte du A pour l’ordre alphabétique.

## Représentations informatiques
Le A tréma peut être représenté avec les caractères Unicode suivants :
- précomposé (supplément Latin-1) :

| forme     | représentation | chaîne de caractères | point de code | description                     |
| --------- | -------------- | -------------------- | ------------- | ------------------------------- |
| capitale  | Ä              | Ä                    | U+00C4        | lettre majuscule latine a tréma |
| minuscule | ä              | ä                    | U+00E4        | lettre minuscule latine a tréma |

- décomposé (latin de base, diacritiques) :

| forme     | représentation | chaîne de caractères | point de code | description                                 |
| --------- | -------------- | -------------------- | ------------- | ------------------------------------------- |
| capitale  | Ä              | A◌̈                   | U+0041 U+0308 | lettre majuscule latine a diacritique tréma |
| minuscule | ä              | a◌̈                   | U+0061 U+0308 | lettre minuscule latine a diacritique tréma |

Il peut aussi être représenté dans des anciens codages :
- ISO/CEI 8859-1, 2, 3, 4, 9, 10, 13, 14, 15 et 16 :
  - capitale Ä : C4
  - minuscule ä : E4

Il peut aussi être représenté avec des entités HTML :
- Capitale Ä : Ä
- Minuscule ä : ä

Les claviers standard Windows français ne possèdent pas de touches spécifiques pour taper les lettres "ä" et "Ä". Mais il existe une façon de faire apparaître ces caractères sous Windows :
Maintenir la touche Alt enfoncée et taper respectivement les nombres 0228 et 0196.